# Robert H. Mounce
Robert H. Mounce (LaSalle, 30 dicembre 1921 – Anacortes, 24 gennaio 2019) è stato un biblista e musicologo statunitense, presidente emerito della Whitworth University di Spokane, nello Stato di Washington.
Autore di commenti al Libro dell'Apocalisse, alla Lettera ai Romani e al Vangelo secondo Matteo, fu membro di tre comitati di traduzione della Bibbia in lingua inglese: la New International Version, la New Living Translation e l’English Standard Version. È padre del biblista e traduttore William D. Mounce.

## Biografia
Trascorse l'adolescenza a Minot, nel Dakota del Nord. Dal 1943 al 1946 prestò servizio come pilota di bombardieri subacquei nel Corpo aereo navale. Reduce dalla Seconda guerra mondiale, fu assunto come professore nelle scuole pubbliche e prestò servizio come missionario in Guatemala, dove diresse la stazione radio cristiana TGNA. Sposò Jean McTavish nel 1952.
Dopo essersi laureato in storia della musica all'Università di Washington, proseguì gli studi alla Multnomah School, università privata cristiana non denominazionale di Portland, nell'Oregon, conseguendo poi il ThM in studi neotestamentari al Fuller Theological Seminary e il dottorato di ricerca all'Università di Aberdeen.
Docente al Bethel College and Seminary nel Minnesota, fu decano del dipartimento di arti e discipline umanistiche della Western Kentucky University, prima di diventare presidente del Whitworth College. Fino al 1991 Mounce fu pastore emerito della Christ Community Church, a Walnut Creek, in California.
Morì nel gennaio del 2019, all'età di 97 anni.